# Liste des palais de Paris
Le nom de nombreux édifices parisiens comportent la désignation « palais », dont les origines sont diverses, mais ces palais se divisent généralement en deux catégories - les palais « officiels », abritant une ou plusieurs organes de l'État et des « palais » civils, édifices monumentaux, généralement de conception plus récente que les palais « officiels » de Paris.

## Palais nationaux et officiels
Ces monuments tirent leur nom de palais du fait qu'ils abritent ou abritèrent le souverain, ou un corps constitué participant à la souveraineté nationale.
| Nom du palais | Année de construction | Arrondissement              | Utilisation actuelle                           |
| --- | --------------------- | --------------------------- | ---------------------------------------------- |
| Palais de Justice de l'Île de la Cité, originellement le Palais de la Cité (appelé également «ancien palais de justice» bien qu'il soit toujours en utilisation) | Xe siècle,            | 1er arrondissement de Paris | Palais de justice                              |
| Palais du Louvre | 1187,                 | 1er arrondissement de Paris | Musée national (Musée du Louvre)               |
| Palais des Tuileries (détruit) | 1564                  | 1er arrondissement de Paris | Ancienne résidence d'État                      |
| Palais-Royal | 1624                  | 1er arrondissement de Paris | Palais de justice                              |
| Palais du Luxembourg | 1625,                 | 6e arrondissement de Paris  | Parlement (Sénat)                              |
| Palais de l'Élysée | 1722,                 | 8e arrondissement de Paris  | Résidence d'État (Présidence de la République) |
| Palais Bourbon | 1728,                 | 7e arrondissement de Paris  | Parlement (Assemblée Nationale)                |
| Palais de la Légion d'honneur | 1787                  | 7e arrondissement de Paris  | Légion d'honneur dont son musée                |
| Palais de l'Alma | 1861                  | 7e arrondissement de Paris  | Résidence d'État                               |
| Tribunal de commerce de Paris (souvent appelé « Palais du tribunal de commerce »)                                                                                | 1866,                 | 1er arrondissement de Paris | Palais de Justice (Tribunal de commerce)       |
| Palais Cambon | 1912                  | 1er arrondissement de Paris | Palais de justice (Cour des Comptes)           |
| Palais d'Iéna | 1937,                 | 16e arrondissement de Paris | Conseil économique, social et environnemental  |
| Tribunal de Paris (souvent appelé « nouveau Palais de Justice de Paris »),                                                                                       | 2019                  | 17e arrondissement de Paris | Palais de justice                              |

1. ↑  Étant donné l'histoire particulièrement complexe du Palais de l'Île de la Cité, et les nombreux travaux d'envergure entrepris au fil du temps, il est difficile de donner une date précise de construction.
2. ↑  Le palais de justice abrite notamment la cour d'appel de Paris, la cour d'assises de Paris et la cour de cassation
3. ↑  Le palais du Louvre ne fut au début qu'un simple château fort, mais il prit sa forme actuelle au gré de nombreux aménagements menés au fil des siècles.
4. ↑  Le Palais-Royal abrite le Conseil d'État, le Conseil constitutionnel, le Tribunal des conflits ainsi que le ministère de la Culture.
5. ↑  À l'origine une résidence de Catherine de Médicis, le palais ne devint siège d'une chambre du législateur qu'en 1799.
6. ↑  Cependant le palais ne prendra son nom actuel de façon définitive qu'en 1808 (hormis une brève période en 1848 où il prit le nom d'« Élysée-National ».
7. ↑  À l'origine, le palais comprit l'hôtel de Lassay qui, de nos jours, fait à nouveau partie de l'enceinte parlementaire, étant la résidence officielle du Président de l'Assemblée nationale.
8. ↑  D'abord résidence princière de Louise-Françoise de Bourbon, le palais fut réaménagé en tant qu'édifice parlementaire en 1796.
9. ↑  Le Tribunal de commerce forme, avec la Préfecture de police, et l'ancien Palais de justice un complexe judiciaire.
10. ↑  Le nom « palais » lui fut attribué dans un premier temps en raison de sa taille et de son apparence, au même titre que son voisin le Palais de Tokyo. Ce ne fut qu'en 1960 que le Conseil économique, social et environnemental y prit ses quartiers, faisant du Palais d'Iéna un palais « officiel ».
11. ↑  Le nouveau palais de justice abrite de nombreuses juridictions, dont notamment le Tribunal judiciaire de Paris (dont le Tribunal correctionnel) et le Tribunal de police.

## Palais civils
Ces édifices prirent ce nom par leur caractère monumental.
- Palais Brongniart
- Palais de Chaillot
- Palais des congrès
- Palais de la découverte
- Palais Galliera
- Palais Garnier
- Palais des Glaces
- Palais omnisports de Paris-Bercy
- Grand Palais
- Petit Palais
- Palais de la Porte Dorée
- Palais Rose de l'avenue Foch (détruit)
- Palais des sports
- Palais de Tokyo
- Palais du Trocadéro (détruit)

## À voir aussi
- Palace (hôtel)
- Hôtels particuliers de Paris
- Châteaux d'Île-de-France(en)
- Château de la Muette (de facto un palais)
- Palais de justice